# Sandeep Tomar
Sandeep Tomar (2 de abril de 1991), es un luchador indio de lucha libre. Conquistó una medalla de oro en Campeonato Asiático de 2016. Ganó la medalla de oro en Campeonato de la Mancomunidad de 2013. Primero en Campeonato Mundial Militar de 2014. Compitió en las competiciones de lucha Pro Wrestling League para el equipo JSW Group.